# Paria (film din 1969)
Paria  (titlul original: în franceză Le paria) este un film polițist de acțiune franco-hispanic, realizat în 1969 de regizorul Claude Carliez, protagoniști fiind actorii Jean Marais, Marie-José Nat, Horst Frank și Nieves Navarro.

## Rezumat
Manuel Thomas, traumatizat de războiul din Algeria și care a pierdut soția și copilul într-un accident tragic, jefuiește cu oamenii săi expresul Rotterdam-Madrid, dar este trădat de propriii complici. Rănit și fugărit de o bandă de gangsteri și de poliție, el caută o ascunzătoare sigură în munți și ajunge la Lucia și fiul ei José. Dar aici Manu nu se simte în siguranță, pentru că urmăritorii săi, care tânjesc la diamantele în valoare de milioane furate, vor să-i dea de urmă cu orice preț. În izolarea sa temporară, Manu își regândește viața de până acum, dar fantasmele trecutului sunt pe cale să-l ajungă din nou din urmă...

## Distribuție
- Jean Marais – Manuel Thomas zis Manu
- Marie-José Nat – Lucia, văduva unui contrabandist
- Enrique Quique San Francisco – José, fiul Luciei
- Horst Frank – Rolf, prietenul gangster a lui Manu
- Nieves Navarro – Silvia, fosta amantă a lui Manu
- Jean Lara – inspectorul Lara
- Jacques Stany – Walt, superintendent al Interpolului
- Béatrice Delfe – Gisela, dansatoarea
- Eric Donat – José, un gangster
- Moisés Augusto Rocha – Turchi
- Josep Castillo Escalona – Max
- James Picas – Toccelli
- A. Cadea – Paul
- cascadori – Gérard Moisan și Daniel Vérité